# Sanzenbach
Sanzenbach est un village fondé au haut Moyen Âge par les Francs. Il est aujourd'hui intégré à la commune de Rosengarten dans l'arrondissement de Schwäbisch Hall du land de Bade-Wurtemberg en Allemagne.

## Géographie
Sanzenbach est situé dans le parc naturel de la forêt souabe-franconienne à l'ouest de la municipalité de Rosengarten et à l'est de la forêt de Mainhardt. Sanzenbach est traversé par le ruisseau du même nom, ainsi que par le Hellenklingenbach qui verse dans le Sanzenbach au cœur du village.

## Histoire
Sanzenbach est mentionné pour la première fois en 1336 sous le nom de Santzenbach. L'histoire ancienne du lieu est étroitement liée au château, mentionné pour la première fois en 1375. Le château à douves appartient à une branche de la famille patricienne Erer (Ehrer) von Sanzenbach de 1558 jusqu'à sa destruction lors d'un incendie en 1584. Sanzenbach est une municipalité indépendante jusqu'en 1869 puis est ensuite rattachée au village voisin de Rieden. Jusqu'au XIXe siècle, une des quatre tours de guet à colombages du Haller Landheeg (de) surplombait Sanzenbach à l'ouest, dans la forêt de Mainhardt.

## Démographie
Sanzenbach compte 271 habitants, ce qui en fait le second plus petit village de la commune de Rosengarten.

## Économie et transports
En lisière nord du village est installée une centrale solaire photovoltaïque de quatre hectares produisant deux millions de kWh. La route K 2593 traverse le village entre Bibersfeld et Rieden.